# Spragueia guttata
Spragueia guttata är en fjärilsart som beskrevs av Augustus Radcliffe Grote 1875. Spragueia guttata ingår i släktet Spragueia och familjen nattflyn. Inga underarter finns listade i Catalogue of Life.